# Boy Point
Boy Point är en udde i Antarktis. Den ligger i Sydshetlandsöarna. Argentina, Chile och Storbritannien gör anspråk på området.
Terrängen inåt land är huvudsakligen kuperad, men åt nordväst är den platt. Havet är nära Boy Point åt sydost. Trakten är glest befolkad. Närmaste befolkade plats är Commandante Ferraz Station, 14,5 kilometer nordväst om Boy Point. 